# Clearfield (Iowa)
Clearfield es una ciudad situada entre los condados de Taylor y Ringgold en el estado de Iowa, Estados Unidos. Según el censo de 2010 tenía una población de 363 habitantes.

## Geografía
Según la Oficina del Censo de los Estados Unidos, la localidad tiene un área total de 3,25 km², la totalidad de los cuales 3,25 km² corresponden a tierra firme.

## Demografía
Según el censo de 2010, había 363 personas residiendo en la localidad. La densidad de población era de 111,69 hab./km². Había 178 viviendas con una densidad media de 54,77 viviendas/km². El 97,8% de los habitantes eran blancos, el 0,55% afroamericanos, el 0,28% amerindios y el 1,38% pertenecía a dos o más razas. El 1,65% de la población eran hispanos o latinos de cualquier raza.